# Wet van Lindeman
De wet van Lindeman is een wet uit de ecologie vernoemd naar zijn ontdekker, de Amerikaanse ecoloog Raymond Lindeman (1915-1942). Bij modelberekeningen voor de energiestroom door een voedselketen wordt ervan uitgegaan dat de efficiëntie waarmee de energie wordt overgedragen van het ene niveau in de voedselketen naar het andere, ongeveer 10% is.
De wet van Lindeman luidt:
De totale energie-inhoud van een trofisch niveau is ongeveer   110 van de totale energie-inhoud van het vorige trofische niveau.
Dit is ook van belang voor de menselijke voedselvoorziening. Akkerbouw is de efficiëntste vorm van landbouw, want al het gewas dat niet als zaaigoed bewaard dient te worden kan als voedsel benut worden. Veeteelt is een stuk minder efficiënt, want om 1 kg vlees te produceren moet 10 kg voer worden geproduceerd. Om deze reden gold vlees vooral vroeger als luxeproduct, en wordt de varkensteelt vaak negatiever bezien dan ander vee dat behalve vlees nog iets anders kan leveren zoals eieren, melk of wol. Niet alleen verbieden jodendom en islam de consumptie van varkensvlees, ook is de varkensteelt in gebieden met een moeilijke voedselsituatie vaak als eerste opgegeven (Tikopia, Noorse koloniën in Groenland). 
Hieruit volgt ook dat het niet aantrekkelijk is carnivoren te fokken: voor 1 kg leeuwenbiefstuk is 10 kg vlees nodig, en daarvoor weer 100 kg voer, waardoor vlees veel te kostbaar is om aan dieren te voeren. Om deze reden zijn carnivoren vrijwel niet gedomesticeerd tenzij ze zelf hun eten konden vangen en/of nog een ander nut hadden (katten vingen zelf muizen die schadelijk waren en op menselijke graanvoorraden afkwamen, honden waren ook nuttig als trek- en waakdieren en werden vaak niet met vlees gevoerd maar met groenteafval).